# Cenone
Cenone (in latino Caenon) era una cittadella che sorgeva sulla costa dell'antico Lazio, a sud di Roma. Fungeva da porto ed emporio della città volsca di Anzio e venne distrutta dai Romani nel 338 a.C.

## Storia
Cenone fu un castello marittimo ed arsenale prossimo ma distinto da Anzio; è stato definito oppidum da Tito Livio e πολίχνη τις ἐπιϑαλάττιος da Dionigi di Alicarnasso. Cenone fu un emporio e un porto dal quale gli Anziati partivano per le loro scorrerie piratesche; fu coinvolta nei conflitti tra i Volsci e i Romani.
Nel 469 a.C. la rocca fu attaccata dai Romani guidati dal console Tito Numicio Prisco, che distrussero le infrastrutture portuali, incendiarono le case e catturarono ventidue navi da guerra. Nel 338 a.C., dopo la battaglia del fiume Astura che portò alla definitiva capitolazione di Anzio, Cenone venne distrutta e i rostri delle navi della flotta volsca furono portati nel Foro Romano a ornare le tribune degli oratori (dette da allora Rostri).

## Localizzazione
L'ubicazione del porto è tuttora ignota: alcune fonti la pongono presso Nettuno e più precisamente nelle fondazioni del castello medievale di Nettuno, alla foce del fiume Loricina, altre fonti la pongono a Capo d'Anzio, dove poi è sorto il porto Neroniano, altre ancora alla foce del piccolo fiume Sant'Anastasio, in località Colle Rotondo.